# Eucalyptus socialis
Eucalyptus socialis är en myrtenväxtart som beskrevs av Ferdinand von Mueller och Friedrich Anton Wilhelm Miquel. Eucalyptus socialis ingår i släktet Eucalyptus och familjen myrtenväxter. Inga underarter finns listade i Catalogue of Life.